# Brachycythara biconica
Brachycythara biconica é uma espécie de gastrópode do gênero Brachycythara, pertencente a família Mangeliidae.